# Jean Gachet
Jean Gachet (Saint-Étienne, 2 de juny de 1894 - Saint-Étienne, 4 de febrer de 1968) va ser un boxejador francès que va competir en els anys posteriors a la Primera Guerra Mundial.
El 1920 va prendre part en els Jocs Olímpics d'Anvers, on guanyà la medalla de plata de la categoria del pes ploma, del programa de boxa. Gachet va perdre la final contra el seu compatriota Paul Fritsch.
El 1919 i 1920 fou campió nacional del pes ploma. En acabar els Jocs passà a lluitar com a professional, amb un balanç de 30 victòries en 40 combats.